# اصل لزوم قراردادها

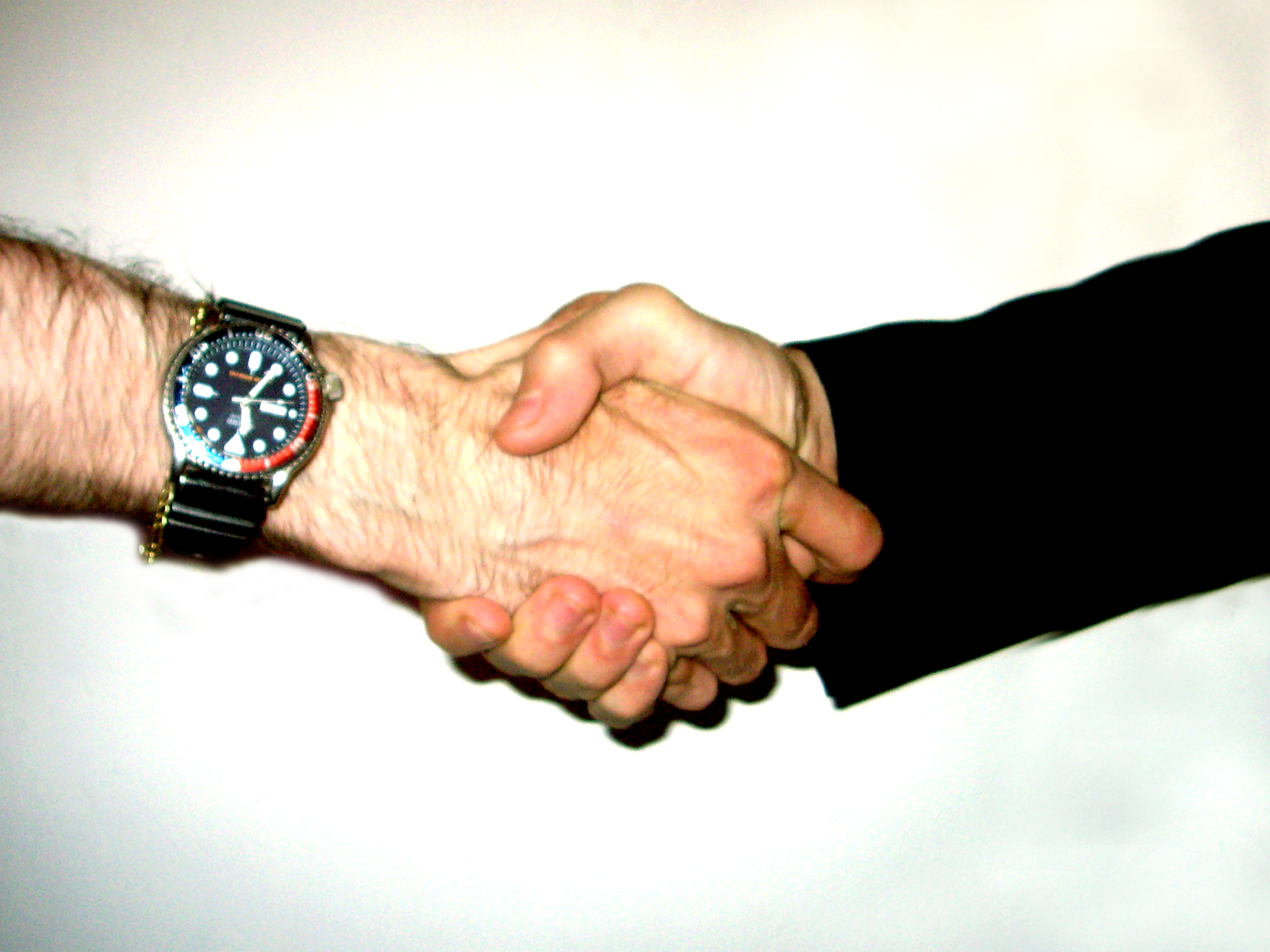
اصل لزوم قراردادها

اصل لزوم قراردادها در اصطلاح حقوقی به این معنا است که، هرگاه قراردادی صحیحاً منعقد شد، اصل بر آن است که بین طرفین لازم الاتباع می‌باشد و باید به تعهداتی که ضمن آن نموده‌اند، وفادار باشند. بنابراین هر عقد و قراردادی که به جایز بودن آن تصریح نشده باشد، لازم است و هیچ یک از طرفین نمی‌توانند آن‌را بر‌هم زنند، مگر در موارد مشخص و معین.
[۱]
همه قراردادها‌یی که بر طبق قانون واقع می‌شوند، از یکسری اصول و قواعد خاصی پیروی می‌کنند. قانون‌گذار مدنی این اصول و قواعد مشترک را در مواد ۲۱۹ الی ۲۲۵ قانون مدنی، تحت عنوان "قواعد عمومی قراردادها " معرفی کرده و به بررسی آن‌ها پرداخته است. اولین اصلی که مقنن در این مواد به آن پرداخته است اصل لزوم می‌باشد و این همان اصلی است که فقها از آن به " اصالة الزوم " تعبیر می‌کنند.
[۵]
معنا و مفهوم اصل لزوم در اصطلاح حقوقی آن است که، هرگاه قراردادی صحیحاً منعقد شد، اصل بر آن است که بین طرفین لازم الاتباع می‌باشد و باید به تعهداتی که ضمن آن نموده‌اند، وفادار باشند. بنابراین هر عقد و قراردادی که به جایز بودن آن تصریح نشده باشد، لازم است و هیچ یک از طرفین نمی‌توانند آن‌را بر‌هم زنند، مگر در موارد مشخص و معین.
[۶]
بعنوان مثال هر‌گاه شخصی خانه خود را بفروشد، دیگر نمی‌تواند قرارداد را به‌هم زده و آنرا پس بگیرد، مگر در موارد معین که در بخش‌های بعدی خواهیم گفت.

### 1 - مبنای حقوقی
به اعتقاد اکثر حقوقدانان، مبنای حقوقی اصل لزوم، ماده ۲۱۹ ق. م (قانون مدنی) است. در این ماده می‌خوانیم: عقودی که بر طبق قانون واقع شده باشد، بین متعاملین و قائم مقام آن‌ها لازم‌الاتباع است مگر اینکه به رضای طرفین اقاله و یا به علت قانونی فسخ شود. بنابراین ماده ۲۱۹ ق. م، اصلی را تاسیس کرده است که اعلام می‌دارد، هر عقد لازم است و باید اجرا شود مگر در مواردی که قانون معین کرده است. این اصل همان نهادی است که "اصل لزوم قراردادها" نام گرفته است.
[۷]
البته این اصل در فقه اسلامی نیز ریشه دارد و از آیاتی نظیر (یا ایها الّذین آمنوا اوفوا بالعقود)
[۸]
قابل استنباط می‌باشد. همچنان که در حقوق فرانسه نیز این اصل در ماده ۱۱۳۴ ق. م فرانسه معرفی شده است و بیان می‌دارد، عقودی که مطابق قانون منعقد شده‌ باشد برای طرفین در حکم قانون است.
[۹]
بعضی از حقوق‌دانان، تحت تاثیر برخی از نظریات فقهی، ماده ۲۱۹ ق. م را مبنای اصل لزوم نمی‌دانند و آن‌را این چنین تفسیر می‌کنند که، عقودی که مطابق قانون تشکیل می‌شوند، با لزوم و جوازشان لازم‌الاتباع هستند. یعنی اگر لازم باشند، باید به لزومشان وفا کرد و اگر جایز باشند باید جوازشان مورد اتباع قرار گیرد.
[۱۰]
این درحالی است که برخی نیز معتقدند، مادام که عقد باقی است، باید به آن وفا شود و آیه ۱ سوره مائده و ماده ۲۱۹ ق. م شامل عقود جایز نیز می‌شود و دلالت آن بر اصل لزوم منتفی است.
[۱۱]

### 2 - موضوع
موضوع اصل لزوم که از ماده ۲۱۹ ق. م استنباط می‌شود، تنها عقد است و ایقاعات را شامل نمی‌شود. ایقاعات اعمال حقوقی یک‌جانبه‌ای هستند که برای تشکیل شدن تنها به یک اراده نیازمند می‌باشند. برخلاف عقود که برای ایجاد نیازمند حداقل دو اراده هستند.
[۱۲]
البته شکی نیست که ایقاعات نیز، اعمال حقوقی لازم و غیر قابل فسخ هستند اما این حکم از دلایل خاص مربوط به ایقاعات بدست می‌آید و ماده ۲۱۹ ق. م از آن منصرف می‌باشد. در مقابل باید گفت که اصل لزوم بر همه انواع عقد، حاکم است. خواه معین باشد یا غیرمعین، تملیکی باشد یا عهدی، منجّز باشد یا معلّق و منحصراً عقودی که قانون آن‌ها را جایز اعلام کرده است، از شمول اصل لزوم خارج می‌باشند.
[۱۳]

### 3 - موارد کاربرد
به تناسب مورد در مواقعی که در وضعیت عقد یا آثار احتمالی آن تردید حاصل شود، می‌توان با به‌کار بستن اصل لزوم این تردید را برطرف ساخت.
[۱۴]
برخی از این موارد عبارتند از:

### ۴.۱ - تردید در لزوم و جواز عقد
اولین و مهم‌ترین اثر اصل لزوم این است که، هر‌گاه شک کنیم که عقدی لازم است یا جایز، مطابق این اصل باید عقد را لازم بدانیم و آثار لزوم را بر آن بار کنیم.
[۱۵]
چرا که جواز چهره استثنائی داشته و نیاز به تصریح قانون دارد.
[۱۶]
نکته مهمی که در اینجا ذکر آن ضروری است این است که، برای حکم کردن به لزوم قراردادهای خصوصی نمی‌توان به ماده ۱۰ ق. م تمسک نمود. چرا که این ماده فقط در مقام بیان نفوذ این عقود است. از طرف دیگر قانون‌گذار در هیچ جای دیگری، در مورد لازم یا جایز بودن قراردادهای خصوصی صحبت نکرده است. پس در چنین مواردی باید بر طبق ماده ۲۱۹ ق. م، حکم به لازم بودن عقود غیر معین بدهیم. 
[۱۷]
وضعیت عقد قرض نیز چنین است چرا که قانون‌گذار به لازم یا جایز بودن آن اشاره نکرده است. بنابراین بر طبق اصل لزوم باید گفت عقد قرض از جمله عقود لازم است.
[۱۸]

### 3.2- تردید در وجود حق فسخ
هرگاه در وجود حق فسخ برای یکی از طرفین قرارداد شک حاصل شود و دلیلی هم برای بر طرف شدن این شک وجود نداشته باشد، با تمسک به اصل لزوم باید قائل به عدم وجود حق فسخ شد. چرا که وجود حق فسخ با لازم بودن عقد و غیر قابل فسخ بودن آن متعارض است و در صورت فقدان دلیل، نمی‌توان آن را پذیرفت.
[۱۹]
بعنوان مثال هر‌گاه شک کنیم که آیا خریداری که راجع به وصف مبیع اشتباه کرده است، می‌تواند معامله را فسخ کند یا نه، طبق اصل لزوم باید حکم به عدم وجود حق فسخ داد.

### 3.3- تردید در مدت حق فسخ
هر گاه وجود اصل حق فسخ، برای یکی از متعاملین یا هر دو مسلم باشد، ولی مدت اعمال آن مردّد بین دو زمان باشد، مثل آنکه ندانیم برای مشتری ۱۰ روز حق فسخ قرار داده شده است یا ۱۵ روز، باید کوتاه‌ترین آن دو زمان را به عنوان مهلت مقرر برای فسخ از جانب مشتری معرفی نمائیم. چرا که وجود حق فسخ در ده روز نخست، مسلم و قطعی است، لیکن در وجود این حق در پنج روز باقی مانده تردید وجود دارد. بنابراین طبق اصل لزوم باید گفت که عقد پس از ده روز نخست، غیر قابل فسخ می‌شود و دیگر مشتری حق فسخ ندارد. البته برای رسیدن به حکم مذکور، می‌توان به اصل عدم تمسک نمود و گفت که در پنج روز باقی‌مانده اصل بر عدم وجود حق فسخ می‌باشد.
[۲۰]

### 4 - استثنائات اصل لزوم
عبارت قانون‌گذار در ماده ۲۱۹ ق. م از دو بخش اصلی تشکیل می‌شود. نخست آنکه مقنن ابتدا به تاسیس اصل لزوم می‌پردازد و می‌گوید "عقودی که بر طبق قانون واقع شده باشد بین متعاملین و قائم مقام آنها لازم‌الاتباع است" و دیگر آنکه در ادامه کلام خود به معرفی استثنائات اصل لزوم پرداخته و می‌گوید: "... مگر اینکه به رضای طرفین اقاله یا به علت قانونی فسخ شود". بنابراین، استثنائات اصل لزوم به اختصار عبارتند از:

### 4.1- اقاله
اقاله عبارت است از اینکه متعاملین با رضایت یکدیگر، قراردادی را که قبلاً منعقد نموده‌اند، برهم بزنند.
[۲۱]
قانون‌گذار در ماده ۲۶۴ ق. م از اقاله بعنوان یکی از اسباب سقوط تعهدات نام برده است و در ماده ۲۸۳ ق. م در مقام تجویز آن می‌گوید: "بعد از معامله طرفین می‌توانند به تراضی آن را اقاله و تفاسخ کنند". بنابراین اقاله راهی است برای شکستن اصل لزوم.
[۲۲]
البته این توافق و تراضی طرفین در به هم زدن عقد، تنها در عقود تملیکی و عقود عهدی معوض مورد نیاز است. چرا که در عقود عهدی غیر معوض، متعهدله می‌تواند هر زمان که بخواهد از انجام موضوع تعهد توسط متعهد صرفنظر کند، بدون این که لازم باشد رضایت وی را بدست آورد. این عمل حقوقی یک جانبه، "ابراء" نام دارد و یکی دیگر از اسباب سقوط تعهدات می‌باشد. (م ۲۸۹ ق. م)
[۲۳]

### 4.2 - انحلال عقد به علت قانونی
هرگاه عقد به یکی از علل قانونی ذیل منحل گردد، دیگر لازم‌الاتباع نمی‌باشد:

### 4.2.1- انحلال با خیارات قانونی
هر گاه عقد لازمی منعقد شود و یکی از طرفین معامله به یکی از علل قانونی دارای حق فسخ معامله باشد، می‌تواند بدون رضایت طرف مقابل، قرارداد را برهم بزند. در چنین مواردی گفته می‌شود که شخص دارای یکی از خیارات قانونی است. این خیارات به اختصار عبارتند از: خیار مجلس، خیار حیوان، خیار تاخیر ثمن، خیار رؤیت و تخلف وصف، خیار غبن، خیار عیب، خیار تدلیس، خیار تبعّض صفقه و خیار تخلف شرط (م ۳۹۶ ق. م). لازم به ذکر است که ۳ خیار مجلس و حیوان و تاخیر ثمن مخصوص عقد بیع می‌باشند. لیکن مابقی خیارات در بین سایر عقود لازم، مشترک هستند. (م ۴۵۶ ق. م)

### 4.2.2- انحلال با خیار قراردادی
به حکم ماده ۳۹۹ ق. م در عقد بیع ممکن است شرط شود که در مدت معین برای بایع و مشتری یا هر دو یا شخص خارجی اختیار فسخ معامله باشد. این خیار، خیار شرط نامیده می‌شود و اختصاص به عقد بیع ندارد (م ۴۵۶ ق. م). بنابراین عقد لازمی که در آن شرط خیار شده باشد، قابل فسخ خواهد‌ بود و مشمول اصل لزوم نمی‌باشد.

### 4.2.3- انفساخ
در پاره‌ای موارد ممکن است که عقد لازم، به حکم قانون و بدون اراده متعاملین منفسخ شود. یعنی بطور خود‌به‌خود منحل شود. بعنوان مثال، اگر مبیع قبل از تحویل به مشتری تلف شود، به موجب ماده ۳۸۷ ق. م بیع خود به خود فسخ می‌شود.[۲۴]
مسلم است که در چنین مواردی، دیگر التزامی به مفاد عقد وجود نخواهد داشت.
در حقوق مدنی
اصل لزوم قراردادها در حقوق مدنی به این معناست که پس از انعقاد یک قرارداد لازم، طرفین متعهد به اجرای مفاد آن هستند و نمی‌توانند بدون رضایت طرف مقابل، آن را فسخ کنند. این اصل در ماده ۲۱۹ قانون مدنی ایران و همچنین با استناد به آیات فقهی و حقوق فرانسه مورد تأکید قرار گرفته است. به عبارت دیگر، هر قراردادی که صحیحاً منعقد شده باشد، لازم الاتباع است و طرفین باید به تعهدات خود در قبال یکدیگر عمل کنند. استثنائات این اصل محدود به موارد خاصی مانند اقاله (توافق طرفین به فسخ قرارداد) و خیارات قانونی (اختیارات قانونی برای فسخ قرارداد) می‌باشد. 
مبنای حقوقی اصل لزوم:
- ماده ۲۱۹ قانون مدنی ایران:  این ماده به صراحت بیان می‌کند که عقودی که بر طبق قانون واقع شده باشند، بین متعاملین و قائم مقام آن‌ها لازم الاتباع است مگر اینکه به رضای طرفین اقاله یا به علت قانونی فسخ شود.(م 219 ق.م)
- فقه اسلامی:  اصل لزوم قراردادها در فقه اسلامی نیز ریشه دارد و از آیاتی مانند (یا ایهاالّذین آمنوا أوفوا بالعقود) قابل استنباط است.[8]
- حقوق فرانسه:  در حقوق فرانسه نیز این اصل در ماده ۱۱۳۴ قانون مدنی فرانسه آمده است و بیان می‌کند که عقودی که مطابق قانون منعقد شده باشند، برای طرفین در حکم قانون است.

استثنائات اصل لزوم:
- اقاله:  اگر طرفین قرارداد با یکدیگر توافق کنند که قرارداد را فسخ کنند، این امر به عنوان اقاله شناخته می‌شود و قرارداد منحل می‌گردد.
- خیارات قانونی:  قانون مدنی ایران برای هر یک از طرفین قرارداد اختیاراتی (خیارات) در نظر گرفته است که در صورت تحقق شرایط خاصی، امکان فسخ قرارداد را به وجود می‌آورد.

اهمیت اصل لزوم:
- حفظ نظم و امنیت:  این اصل با ایجاد تعهد برای طرفین قرارداد، به حفظ نظم و امنیت در روابط حقوقی کمک می‌کند.
- اجرای تعهدات:  با لازم الاتباع دانستن قراردادها، اصل لزوم، طرفین را به اجرای تعهدات خود ملزم می‌کند و از تضییع حقوق طرف دیگر جلوگیری می‌کند.
- جلوگیری از اختلافات:  این اصل با الزام طرفین به پایبندی به قرارداد، از بروز اختلافات و دعاوی احتمالی در آینده جلوگیری می‌کند.

## در حقوق بین‌المللی
بنابر حقوق بین‌الملل معاهدات برای طرفین الزام‌آور هستند و باید با حسن نیت انجام بگیرند؛ بنابرین دولتها نمی‌توانند به بهانه تعارض با قوانین محلی (داخلی) از اجرای معاهدات خودداری کنند.
تنها محدودیت این اصل هنجارهای بنیادین هستند که در حقوق بین‌الملل عرفی بر قراردادها ارجحیت دارند. به عنوان مثال اگر دو دولت بر سر پاکسازی قومیتی (که خلاف هنجارهای بنیادین است) معاهده‌ای امضا کنند آن معاهده الزام‌آور نیست. البته اخیرا حق مالکیت دولتها و ملت ها بر منابع طبیعی نیز از جمله محدودیت ها و استثناء های این اصل قلمداد شده است. 